# 355. Infanterie-Division (Wehrmacht)
Die 355. Infanteriedivision (Wehrmacht) war eine deutsche Infanteriedivision im Zweiten Weltkrieg. Die Division wurde am 10. Februar 1943 in Frankreich aufgestellt und danach dort auch stationiert. Später wurde die Einheit an die Ostfront verlegt und erlitt hier sehr schwere Verluste. Die Division wurde am 21. Dezember 1943 aufgelöst. 